# Tlenek berylu
Tlenek berylu, BeO – nieorganiczny związek chemiczny berylu z grupy tlenków. Został odkryty w 1797 roku przez Louisa Nicolasa Vauquelina podczas badań nad odmianami minerału berylu. Występuje w nim w ilości około 11%. Krystalizuje w układzie heksagonalnym (wurcytu).

## Otrzymywanie
W praktyce przemysłowej starsze metody otrzymywania tlenku berylu obejmują prażenie koncentratów rud berylowych lub ich stapianie z alkaliami, a następnie przeprowadzenie w rozpuszczalny w wodzie siarczan berylu (BeSO
4). Po oczyszczeniu wodorotlenek (Be(OH)
2) strącany był za pomocą wody amoniakalnej, a następnie w wyniku procesu kalcynacji przekształcany w tlenek berylu. W przypadku minerałów krzemianowych obecnie stosuje się nieco odmienny sposób postępowania – w wyniku działania fluorowodoru powstaje kompleks Na
2[BeF
4], który ługuje się wodą, strąca Be(OH)
2 i kalcynuje. Tlenek berylu kalcynowany w temperaturze 1000 °C lub wyższej (nazywany „wysokoprażonym”) jest mało reaktywny (poprzez zmniejszenie ilości wody w sieci krystalicznej w wyniku oddziaływania wysokiej temperatury), natomiast kalcynowany w zakresie temperatury 500–800 °C („niskoprażony” tlenek berylu) lepiej rozpuszcza się w kwasach mineralnych.

## Zastosowanie
Tlenek berylu służy do wyrobu ceramicznych rur cechujących się wysoką odpornością na działanie odczynników chemicznych, a także tygli, w których można wytapiać aktywne chemicznie metale, takie jak chrom, cyrkon i uran. Stosowany jest również w procesach produkcji tranzystorów, zestawów półprzewodników i innych części mikroelektronicznych oraz w produkcji elementów do urządzeń mikrofalowych. Jest również wykorzystywany w chemii gazów szlachetnych do otrzymywania związków kompleksowych, np. z argonem ArBeO.